# Colin Townsley
Colin James Townsley (født 22. maj 1942, død 18. november 1987) var en britisk brandmand. Han arbejdede på Soho brandstation i London og havde ved sin død 23 års erfaring med jobbet. Townsley havde stillingen som inspektør (engelsk: Station officer).
Colin Townsley var en af 31 mennesker, der blev dræbt i branden på King's Cross station i 1987 og var den eneste brandmand, der omkom. Han døde af røgforgiftning, mens han hjalp passagerer med at flygte fra branden, der var opstået i en rulletrappe ned til undergrundsbanen. Townsley var i første omgang gået ned til rulletrappen for at vurdere situationen og havde efter sigende bedt passagerne om at evakuere, lige før det fatale flashover. Kolleger fandt Townsley ved siden af et andet forbrændt offer og bar ham ud af stationen, hvor ambulancefolk forsøgte at genoplive ham, men uden held. Townsley blev 45 år.
Efter sin begravelse blev Colin Townsley posthumt tildelt George-medaljen for sin modige indsats og er blevet mindet på brandstationen i Soho, heriblandt også på King's Cross. Han var gift og havde to døtre.